# Grabovac (gmina Knić)
Grabovac (cyr. Грабовац) – wieś w Serbii, w okręgu szumadijskim, w gminie Knić. W 2011 roku liczyła 779 mieszkańców.